# Radnorshire

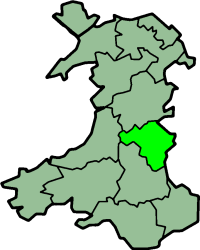
Radnorshires läge i Wales.

Radnorshire (även Radnor, walesiska Sir Faesyfed eller Maesyfed) är ett traditionellt grevskap i Wales på gränsen till England. År 1974 gick det upp i Powys.
Radnorshire omges av grevskapen Herefordshire, Shropshire, Montgomeryshire, Cardiganshire och Brecknockshire. Grevskapet är till större delen bergigt och når i mitten, vid Radnor Forest, en höjd av 659 meter. Mot söder och sydöst blir bergen allt lägre, och dalarna vidgar sig till större slätter. Huvudflodens, Wyes, dal är ryktbar för sin naturskönhet. Större delen av grevskapet lämpar sig endast till betesmarker, varför ladugårdsskötsel utgjorde huvudnäring i början av 1900-talet. Bly och koppar finns, men inte i tillräcklig myckenhet för att malmbrytning skall löna sig. Huvudstad var Presteign.